# Dibolia libonoti
Dibolia libonoti är en skalbaggsart som beskrevs av Horn 1889. Dibolia libonoti ingår i släktet Dibolia och familjen bladbaggar. Inga underarter finns listade i Catalogue of Life.